# Jabučna kiselina
Jabučna kiselina, C4H6O5, dvobazična je organska kiselina prisutna u kiselom voću; bezbojni igličasti kristali topljivi u vodi i alkoholu. Iz jabučnog soka izolirao ju je švedski kemičar Carl Wilhelm Scheele 1785., a strukturu molekule odredio njemački kemičar Justus von Liebig 1832.
Jabučna kiselina spada u grupu hidroksikarboksilnih kiselina. Soli jabučne kiseline su malati.
U vinarstvu se ubraja u nehlapljive kiseline. Poželjna u vinu, do određene granice. Vinu daje opor i neharmoničan okus. Prelazak dopustivog praga hlapljivih kiselina javlja se ako se vino dobilo od tehnološki nedovoljno nezrelog grožđa, a kiselina koje je obično više od dopuštene jest jabučna kiselina. U takvim situacijama vino se mora ponekad otkiseliti. Drugo rješenje jest u tim nepovoljnim berbama odgoditi prvi pretok. Tada bakterije i kvasci koje su na drožđu same razgrade jabučnu kiselinu u blagu mliječnu kiselinu (jabučno-mliječno vrenje) te vino postaje mekše i pitkije.